# Parc de recherche de la NASA

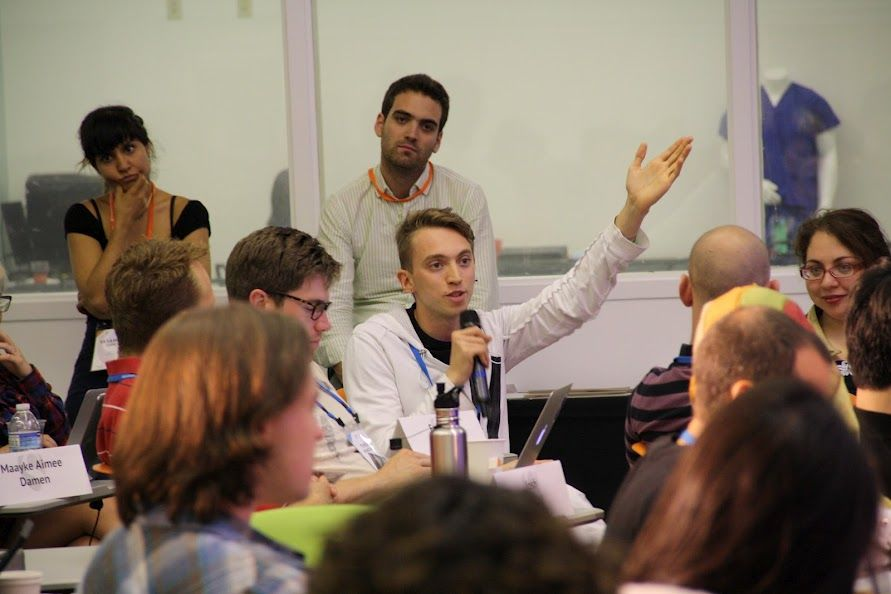
Federico Pistono s'exprimant au parc de recherche Singularity University NASA Ames.

Situé près de San Jose, en Californie, le parc de recherche de la NASA a été fondé en 2002. Ce parc de recherche regroupe les campus de plusieurs universités américaines dont l'Université Carnegie Mellon, l'Université de Californie, l'Université de Santa Clara et la Singularity University. Divers instituts et organismes en font aussi partie ou collaborent avec ses chercheurs dont l'Institut virtuel de recherche sur l'exploration du système solaire (Solar System Exploration Research Virtual Institute - SSERVI), l'Institut de recherche d'aéronautique de la NASA (NASA aeronautics research institute). Des plateformes y sont également d'usage telles le portail spatial de la NASA (NASA Space Portal) et le NASA Earth Exchange (NEX).